# 塞耶河畔讷维
塞耶河畔讷维（法語：Nevy-sur-Seille，法語發音：[nøvi syʁ sɛj]）是法国汝拉省的一个市镇，位于该省中部，属于隆斯勒索涅区。

## 地理
塞耶河畔讷维（46°44'30"N, 5°37'49"E）面积6.56 平方千米，位于法国勃艮第-弗朗什-孔泰大區汝拉省，该省份为法国东部内陆省份，北起上索恩省，西北接科多尔省，西临索恩-卢瓦尔省，南至安省，东与杜省和瑞士接壤。
与塞耶河畔讷维接壤的市镇（或旧市镇、城区）包括：沙隆堡、博姆莱梅雪、塞耶河畔布卢瓦、拉维尼、拉马尔、瓦特尔、欧特罗什。

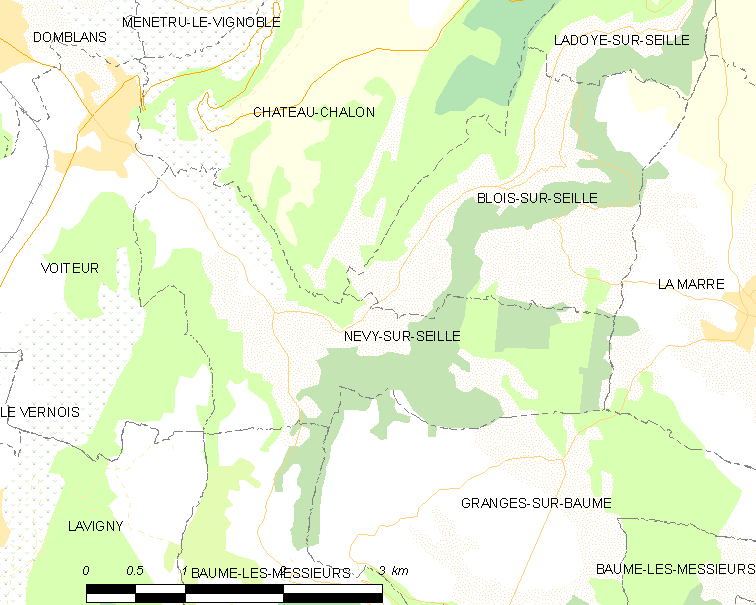
塞耶河畔讷维的OSM定位图

塞耶河畔讷维的时区为UTC+01:00、UTC+02:00（夏令时）。

## 行政
塞耶河畔讷维的邮政编码为39210，INSEE市镇编码为39388。

## 政治
塞耶河畔讷维所属的省级选区为波利尼县。

## 人口

1962-2008年间塞耶河畔讷维人口变化图示

塞耶河畔讷维于2022年1月1日时的人口数量为197人。